# 해공 신익희 가옥
해공 신익희 가옥(海公 申翼熙 家屋)은 대한민국 서울특별시 종로구 효자동에 있는 건축물이다. 2005년 2월 11일 서울특별시의 기념물 제23호로 지정되었다.

## 지정사유
이 집은 독립운동가로서 해방 후 초대 국회의장을 역임한 해공 신익희 선생(1894～1956)이 국회의장직에서 물러난 1954년 8월부터 1956년 5월 5일 민주당 대통령 후보 자격으로 호남 지역 유세를 위해 전주로 내려가던 중 갑자기 세상을 떠나기까지 약 1년 9개월 여 거주한 곳이다.
‘ㄱ'자형 안채와 사랑채 2동으로 구성된 이 집은 집장수들이 조선시대 양반가의 집을 모방하여 1930년대에 지은 도시형 한옥으로 겹처마 팔작지붕 오량가(五樑架)집이다. 겹처마이면서도 처마를 짧게 내어 채광을 고려하고, 굴도리를 사용하였으며, 건물 규모에 비해 단면이 과대한 대들보를 사용하여 오량가(五樑架)로 가구(架構)한 점 등에서 이 시대 도시형 한옥의 특징이 잘 드러나 있다. 집의 외벽과 내벽, 창호 등은 해공 신익희 선생 거주 이후로 입주자의 편의에 따라 일부 변형되었으나 건물의 구조는 건립 당시의 원형을 비교적 잘 유지하고 있다. 건물의 변형된 부분들 그 자체도 도시형 한옥의 변천사를 알 수 있게 하는 건축사적 자료가 된다.
해공 신익희 선생은 1945년 해방 이후 중국에서의 오랜 독립항쟁을 마무리하고 서울로 돌아와 한미호텔 → 창신동 조씨가 → 종로 6가 낙산장 → 묘동 장씨가 → 삼청동 106번지(오늘날 국무총리 공관) → 효자동 164-2 등에서 거주했다. 이 중 지번이 확실하게 밝혀진 곳은 국회의장 재직 시절 거주하던 삼청동 106번지와 이번에 문화재 지정되는 효자동 164-2번지 등 2곳 뿐이다.
이 중 효자동 164-2는 해공 신익희 선생이 국회의장직에서 물러나 민주당을 창당하고 민주당 대통령 후보로 나서 당시 사사오입 개헌 등을 통해 장기 집권과 독재체제 강화를 시도하던 이승만 전(前)대통령과 자유당 정권에 대항하는 등 독립운동과 민주화운동으로 요약되는 그의 정치인생이 정점에 이른 시기에 거주하며 활동하던 곳으로 우리나라 현대사의 중요한 현장이다.
이와 같이 해공 신익희 선생의 효자동 옛집은 건축적․역사적 측면 모두에서 보존가치가 인정되므로 서울특별시 기념물로 지정한다.

## 같이 보기
- 신익희

## 참고 자료
- 해공 신익희 가옥 - 국가유산청 국가유산포털